# ویلیام ثورسن

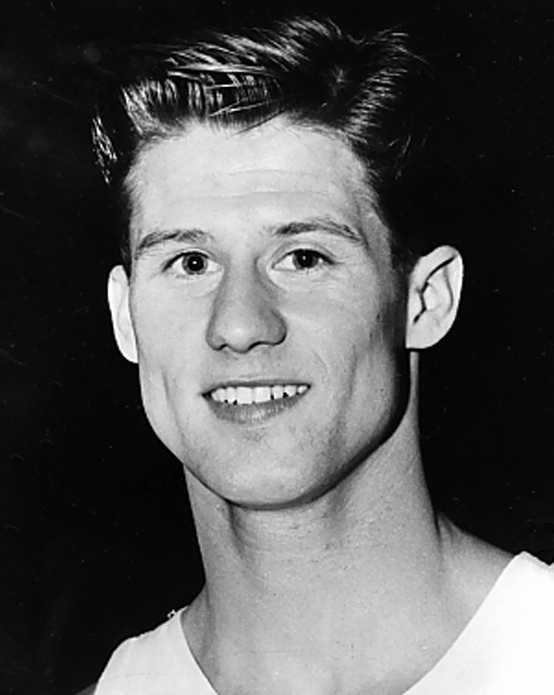
ویلیام ثورسن در سال ۱۹۵۲

ویلیام ثورسن (به انگلیسی: William Thoresson) ژیمناست زادهٔ ۳۱ مهٔ ۱۹۳۲ میلادی اهل کشور سوئد است.